# روجر دي
روجر دي (بالإنجليزية: Roger Dee)‏ (6 ديسمبر 1914 - 5 أبريل 2004)؛ روائي أمريكي.